# 16059 Marybuda
16059 Marybuda este un asteroid din centura principală de asteroizi.

## Descriere
16059 Marybuda este un asteroid din centura principală de asteroizi. A fost descoperit pe 12 mai 1999 la Socorro, New Mexico, în cadrul proiectului LINEAR. Asteroidul prezintă o orbită caracterizată de o semiaxă mare de 2,53 ua, o excentricitate de 0,04 și o înclinație de 7,8° în raport cu ecliptica.